# Nachal Oz
Nachal Oz (hebrejsky נַחַ"ל עֹז, doslova „Proud síly“, v oficiálním přepisu do angličtiny Nahal Oz) je vesnice typu kibuc v Izraeli, v Jižním distriktu, v Oblastní radě Ša'ar ha-Negev.

## Geografie
Leží v nadmořské výšce 70 metrů na severozápadním okraji pouště Negev; v oblasti která byla od 2. poloviny 20. století intenzivně zúrodňována a zavlažována a ztratila charakter pouštní krajiny. Jde o zemědělsky obdělávaný pás přiléhající k pásmu Gazy a navazující na pobřežní nížinu.
Obec se nachází 9 kilometrů od břehu Středozemního moře, cca 71 kilometrů jihojihozápadně od centra Tel Avivu, cca 77 kilometrů jihozápadně od historického jádra Jeruzalému a 10 kilometrů jihozápadně od města Sderot. Nachal Oz obývají Židé, přičemž osídlení v tomto regionu je etnicky převážně židovské. Necelé 2 kilometry severozápadním směrem ale začíná pásmo Gazy s početnou arabskou (palestinskou) populací.
Nachal Oz je na dopravní síť napojen pomocí dálnice číslo 25.

## Dějiny
Nachal Oz byl založen v roce 1951. Vznikl 25. července 1951 z iniciativy členů polovojenských oddílů Nachal. Byla to první osada založená jednotkami Nachal.
Původně se osada nazývala Nachl'ajim mul Aza (נחלאים מול עזה). V říjnu 1953 byla proměněna na civilní obec. Do roku 1967 šlo o pohraniční vesnici situovanou na okraji arabského města Gaza. Velice časté tu byly bezpečnostní incidenty a přeshraniční konfrontace. 3. dubna 1955 byl kibuc ostřelován z Gazy. Při dalším podobném útoku zde o rok později, 29. dubna 1956, zemřel Ro'i Rothberg, obyvatel kibucu. Vesnice se mezitím stala symbolem izraelského osidlovacího úsilí. Na Rothbergově pohřbu proto promluvil mimo jiné i tehdejší náčelník generálního štábu izraelské armády Moše Dajan.
V letech 1997–1998 prošel kibuc privatizací a začal své členy odměňovat individuálně, podle odvedené práce. Další fáze privatizace nastala roku 2007. Místní ekonomika je založena na zemědělství (polní plodiny, pěstování bavlny, brambor, zeleniny, produkce mléka, chov drůbeže) a průmyslu (například výroba součástek pro bezpečnostní kamery). Poblíž vesnice se nacházel hraniční přechod Karni spojující Izrael a pásmo Gazy. Při něm se v 90. letech 20. století plánovala průmyslová zóna. Její rozvoj byl ale poté, co pásmo ovládlo hnutí Hamás, zastaven. Blízkost pásma Gazy se projevuje opakovaným ostřelováním kibucu raketami Kassám. V kibucu funguje plavecký bazén, zdravotní středisko, sportovní areály, obchod se smíšeným zbožím, společenský klub a knihovna.

## Demografie
Obyvatelstvo kibucu je smíšené, tedy sestávající ze sekulárních i nábožensky orientovaných rodin. Podle údajů z roku 2014 tvořili naprostou většinu obyvatel v Nachal Oz Židé – cca 300 osob (včetně statistické kategorie „ostatní“, která zahrnuje nearabské obyvatele židovského původu ale bez formální příslušnosti k židovskému náboženství, cca 400 osob). Jde o menší obec vesnického typu s dlouhodobě stagnující populací. K 31. prosinci 2014 zde žilo 350 lidí. Během roku 2014 populace klesla o 2,5 %.
| Rok            | 1961 | 1972 | 1983 | 1995 | 2001 | 2003 | 2004 | 2005 | 2006 | 2007 | 2008 | 2009 | 2010 | 2011 | 2012 | 2013 | 2014 |
| -------------- | ---- | ---- | ---- | ---- | ---- | ---- | ---- | ---- | ---- | ---- | ---- | ---- | ---- | ---- | ---- | ---- | ---- |
| Počet obyvatel | 101  | 279  | 472  | 404  | 298  | 286  | 285  | 289  | 290  | 291  | 295  | 341  | 374  | 389  | 374  | 359  | 350  |